# 여주시·양평군
여주시·양평군은 대한민국의 국회의원 선거구이다. 경기도 여주시와 양평군을 관할하는 선거구이다. 현직 국회의원은 국민의힘의 김선교이다.

## 역사
제20대 국회의원 선거를 앞두고 여주군·양평군·가평군 선거구에서 분리되면서 신설되었다.

## 관할 구역
| 대수  | 관할 구역               |
| ----- | ----------------------- |
| 20대~ | 여주시 일원 양평군 일원 |

## 역대 국회의원
| 선거   | 정당 | 정당       | 의원   |
| ------ | ---- | ---------- | ------ |
| 2016년 |      | 새누리당   | 정병국 |
| 2020년 |      | 미래통합당 | 김선교 |
| 2024년 |      | 국민의힘   | 김선교 |

## 역대 선거 결과

### 대한민국 제20대 국회의원 선거
|  | 63.51% |

|  | 36.48% |

### 대한민국 제21대 국회의원 선거
|  | 54.97% |

|  | 40.17% |

|  | 3.56% |

|  | 0.69% |

|  | 0.58% |

### 대한민국 제22대 국회의원 선거
|  | 53.58% |

|  | 46.41% |